# Giuseppe Picciola
Giuseppe Picciòla (Parenzo, 26 settembre 1859 – Firenze, 18 giugno 1912) è stato uno scrittore, italianista e insegnante italiano.

## Biografia
Nato a Parenzo nell'allora Istria asburgica, di idee irredentiste venne per questo perseguitato dagli austriaci e nel 1878 andò esule a Pisa dove all'università si laureò in letteratura italiana.
Nel 1882 l'irredentista triestino Guglielmo Oberdan confidò a lui e a Salomone Morpurgo di essere l'organizzatore dell'attentato a Trieste per uccidere l'arciduca Carlo Ludovico, fratello dell'imperatore Francesco Giuseppe.
Era estimatore e amico di Giosuè Carducci e amava il suo patriottismo.
Sposò nel 1891 Beatrice "Bice" Vaccaj, figlia del deputato e sindaco di Pesaro Giuseppe Vaccaj (1836-1912), da quel momento rimase sempre legato alla città marchigiana e fu anche presidente della sezione locale della Società Dante Alighieri.
Il 16 agosto 1896 pronunciò il discorso di inaugurazione ufficiale per l'inaugurazione del monumento a Terenzio Mamiani opera di Ettore Ferrari.
Insegnò nelle scuole di Pesaro, fu poi preside del Liceo-Ginnasio di Pesaro, poi di quello di Ancona e nel 1909 divenne preside al Liceo "Galileo Galilei" di Firenze.
Morì a Firenze nel 1912 a 52 anni; venne sepolto a Umago, non lontano da Parenzo.

## Omaggi
- A Pesaro gli sono state dedicate una scuola media (ora intitolata a don Gianfranco Gaudiano)[2] e una via[5].

## Opere
- http://anno.onb.ac.at/pdfs/ONB_fia_19120622.pdf[collegamento interrotto]
- Stanze dell'Orlando furioso, 1883
- Versi, 1884
- Rime, 1899
- Versi, 1890
- Letterati triestini, 1893
- Giosuè Carducci, 1901
- Matelda, 1902
- Antologia carducciana. Poesie e prose scelte e commentate da Guido Mazzoni e Giuseppe Picciola, Bologna, Zanichelli, 1907, pp. 85–86.
- Poeti d'oltre confine, 1914 (postuma).
- Poesie, Serra Editore, 2023.